# Gilera CB1
Il CB1 è un ciclomotore della casa motociclistica Gilera prodotto dal 1975 al 1989.

## Caratteristiche
Presentato nel novembre del 1975 il CB1 era dotato di un classico motore monocilindrico 2 tempi da 49 cm3 di cilindrata raffreddato ad aria. Diversamente dagli altri ciclomotori della sua generazione era provvisto di un cambio a 4 marce e di un cilindro verticale in alluminio cromato con avviamento a pedivella e la classica trasmissione finale a catena.
Il motore era derivato dai propulsori dei modelli da strada, cross e trial, più robusto e performante rispetto a quelli che equipaggiavano gli altri principali ciclomotori del Gruppo Piaggio (Gilera CBA, Piaggio Sì, Ciao, Boxer e Bravo) dotati del classico cilindro orizzontale monomarcia.
Il serbatoio era ricavato all'interno del telaio stesso bitubolare, progettato del designer Paolo Martin, come anche il successivo Gilera CBA.
Presentava un impianto di sospensioni robusto e completo con forcella telescopica idraulica all'anteriore e una coppia di ammortizzatori idraulici posteriori. Ruota anteriore da 17" e posteriore da 16".
L'impianto frenante era composto da due freni a tamburo con leva all'anteriore e pedale per il freno posteriore.
L'impianto di illuminazione era gestibile dal manubrio, con doppio scatto posizione/anabbagliante.
Fu commercializzato inizialmente nella versione sella corta e ruote a raggi. Successivamente sulla seconda serie furono introdotti come optional la sella lunga ribaltabile e le ruote in lega leggera con tamburi freno di maggiori dimensioni.
La terza serie del 1982 venne aggiornata esteticamente con gruppi ottici di forma squadrata, parafanghi in tinta, scarico e sella di diversa forma, mantenendo comunque la stessa impostazione meccanica delle versioni precedenti.